# Sarow
Sarow är en kommun och ort i Landkreis Mecklenburgische Seenplatte i förbundslandet Mecklenburg-Vorpommern i Tyskland.
I kommunen finns orterna Ganschendorf, Gehmkow, Sarow och Törpin.
Kommunen ingår i kommunalförbundet Amt Demmin-Land tillsammans med kommunerna Beggerow, Borrentin, Hohenbollentin, Hohenmocker, Kentzlin, Kletzin, Lindenberg, Meesiger, Nossendorf, Schönfeld, Siedenbrünzow, Sommersdorf, Utzedel, Verchen och Warrenzin.